# Собор Святого Еріка (Стокгольм)
59°18′50″ пн. ш. 18°04′21″ сх. д. / 59.313805555556° пн. ш. 18.0725° сх. д.
Собор Святого Еріка (швед. St. Eriks katolska kyrka) — католицька церква, котра розташована у Стокгольмі, Швеція.
Церква є собором римсько-католицької стокгольмської дієцезії.

## Історія
Собор був побудований в 1892 році і освячений єпископом та апостольським вікарієм у Швеції Альбертом Біттером в ім'я Святого Еріка, покровителя Стокгольма.
В 1982—1983 рр його перебудували і розширили за проектом архітектора Ганса Вестмана, оскільки був занадто малий для бурхливо зростаючої католицької громади у Стокгольмі, після чого 25 березня 1983 відкрито і вдруге освячено.
Витрати на розбудову собору склали 24 млн шведських крон, сума була зібрана в основному за рахунок пожертв німецьких католиків та місцевих фондів: пожертвування парафіян та парафіяльні пожертвування з усієї єпархії.
Під час перебудови знесли апсиду, збудували прибудову до старої будівлі собору, що з'єднується через арку на місці колишньої апсиди, що дозволило подовжити собор для додаткових місць, таким чином собор поділяється на дві частини: нову та стару.
Після розбудови собору кількість місць збільшилась із 350 до 600.
8 червня 1989 собор відвідав папа Іван Павло II
.
В 1998 році католицька єпархія Стокгольма отримала єпископа, ним став Андерс Арбореліус — перший католицький єпископ-швед та другий скандинавський єпископ у Швеції після Реформації.

## Архітектура
Собор Святого Еріка є однонавною базилікою.
Неороманський фасад з порталом та трояндою прикрашена двома вежами 27 метрів заввишки.
Інтер'єр церкви прикрашений у неороманському стилі з елементами модернізму.